# 西溪高原鰍
西溪高原鰍（學名：Triplophysa xiqiensis）為輻鰭魚綱鯉形目條鰍科高原鰍屬的其中一種。分布於亞洲中國四川省凉山彝族自治州昭覺縣淡水流域，棲息在溪流底層水域，繁殖期在6月，生活習性不明。

## 扩展阅读
維基物種上的相關：西溪高原鰍